# Cublington
Cublington est une paroisse civile et un village du Buckinghamshire, en Angleterre.

## Historique
La commune de Cublington fut choisie, en 1970, par la commission Roskill utilisant l'analyse coût-avantage, en faveur de la construction de la troisième aéroport international de Londres. Toutefois, en avril 1971, ce projet fut abandonné par le gouvernement Heath. Ce dernier préférait Maplin, dont le projet était le plus écologique mais le plus coûteux parmi les quatre derniers candidats. En effet, aussitôt le rapport de Roskill publié, les habitants de Cublington s'étaient mobilisés contre le projet,.    
En conséquence, la commune de Cublington reste un petit village, en dépit de sa bonne accessibilité à la capitale.     

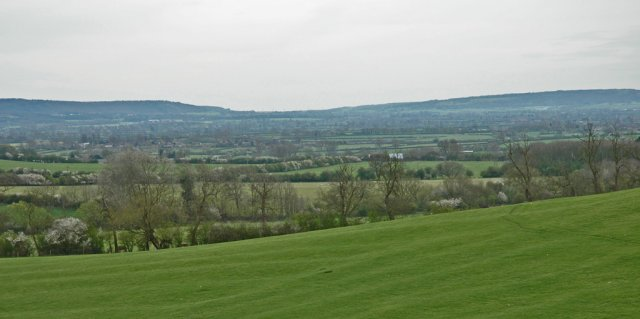
Le terrain de Cublington était considéré, par la majorité des membres de la commission Roskill, comme idéal à inaugurer un grand aéroport pour Londres.